# Петрово (Ђевђелија)
Петрово (мкд. Петрово) је насеље у Северној Македонији, у југоисточном делу државе. Петрово је насеље у оквиру општине Ђевђелија.

## Географија
Петрово је смештено у југоисточном делу Северне Македоније. Од најближег града, Ђевђелије, село је удаљено 25 km северно.
Село Петрово се налази у историјској области Бојмија. Село је на источним падинама планине Кожуф, на приближно 350 метара надморске висине. 
Месна клима је измењена континентална са значајним утицајем Егејског мора (жарка лета).

## Становништво
Петрово је према последњем попису из 2002. године имало 206 становника.
Већинско становништво у насељу су етнички Македонци (100%).
Претежна вероисповест месног становништва је православље.